# Javier Lozano Barragán
Javier kardinál Lozano Barragán (26. ledna 1933 Toluca – 20. dubna 2022 Řím) byl mexický římskokatolický kněz, vysoký úředník římské kurie, kardinál.

## Kněz a biskup
Studoval v semináři v Zamoře, později na Papežské univerzitě Gregoriana v Římě, kde získal licenciát z filozofie a doktorát z teologie. Kněžské svěcení přijal 30. října 1955. Po návratu do vlasti byl profesorem a prefektem semináře v diecézi Zamora. Jako uznávaný teolog stanul v čele Mexického teologického sdružení a vedl Institut pastorální teologie při Konferenci biskupů Latinské Ameriky.

## Biskup
Dne 5. června 1979 byl jmenován pomocným biskupem v mexické metropoli. Biskupské svěcení přijal 15. srpna téhož roku. V roce 1984 stanul v čele diecéze Zacatecas, kterou řídil jako diecézní biskup do ledna 1997. O několik měsíců dříve (v říjnu 1996) ho papež Jan Pavel II. jmenoval předsedou Papežské rady pro pastoraci zdravotníků, získal rovněž titul osobního arcibiskupa.

## Kardinál
V říjnu 2003 byl jmenován kardinálem. V letech 2002, 2004 a 2005 se účastnil oslav Světového dne nemocných jako speciální vyslanec papeže. V dubnu 2009 přijal papež Benedikt XVI. jeho rezignaci na funkci v čele Papežské rady pro pastoraci zdravotníků. Jeho nástupcem se stal biskup Zygmunt Zimowski.